# María Laura Fortunato
María Laura Fortunato, née le 31 mai 1985, est une arbitre de football argentine.

## Carrière
María Laura Fortunato officie dans les tournois de niveau inférieur en Argentine ainsi qu'en futsal avant de rejoindre l'AFA en 2007.
Elle devient arbitre assistante au niveau international en 2010 puis arbitre principale en 2013. Elle officie lors des Sudamericanos Femeninos des moins de 17 ans 2013 et 2016, de la Copa América féminine 2014, de la Coupe du monde féminine de football des moins de 17 ans 2016, de la Coupe du monde féminine de football des moins de 17 ans 2018, de la Copa América féminine 2018, de la Coupe du monde féminine de football 2019, et de la Copa América féminine 2022.
Elle arbitre la Coupe du monde féminine de football 2023.